# Diócesis de Bagdogra
La diócesis de Bagdogra (en latín: Dioecesis Bagdograna y en inglés: Roman Catholic Diocese of Bagdogra) es una circunscripción eclesiástica de la Iglesia católica en India. Se trata de una diócesis latina, sufragánea de la arquidiócesis de Calcuta. Desde el 7 de abril de 2015 su obispo es Vincent Aind.

## Territorio y organización
La diócesis tiene 1110 km² y extiende su jurisdicción sobre los fieles católicos de rito latino residentes en el estado de Bengala Occidental en la parte meridional de la división de Siliguri, que forma parte del distrito de Darjeeling.
La sede de la diócesis se encuentra en la ciudad de Bagdogra, en donde se halla la Catedral del Buen Pastor.
En 2020 en la diócesis existían 19 parroquias.

## Historia
La diócesis fue erigida el 14 de junio de 1997 con la bula Cunctae catholicae Ecclesiae del papa Juan Pablo II, obteniendo el territorio de la diócesis de Darjeeling.

## Estadísticas
Según el Anuario Pontificio 2021 la diócesis tenía a fines de 2020 un total de 63 900 fieles bautizados.
| Año                                                                             | Población            | Población | Población      | Sacerdotes | Sacerdotes    | Sacerdotes    | Bautizados por sacerdote | Diáconos permanentes | Religiosos | Religiosos | Parroquias |
| Año                                                                             | Bautizados católicos | Total     | % de católicos | Total      | Clero secular | Clero regular | Bautizados por sacerdote | Diáconos permanentes | Varones    | Mujeres    | Parroquias |
| ------------------------------------------------------------------------------- | -------------------- | --------- | -------------- | ---------- | ------------- | ------------- | ------------------------ | -------------------- | ---------- | ---------- | ---------- |
| 1999                                                                            | 40 214               | 630 876   | 6.4            | 29         | 15            | 14            | 1386                     |                      | 22         | 104        | 14         |
| 2000                                                                            | 43 576               | 662 846   | 6.6            | 32         | 16            | 16            | 1361                     |                      | 23         | 111        | 14         |
| 2001                                                                            | 45 560               | 693 426   | 6.6            | 32         | 16            | 16            | 1423                     |                      | 23         | 123        | 15         |
| 2002                                                                            | 46 978               | 718 264   | 6.5            | 36         | 17            | 19            | 1304                     |                      | 29         | 134        | 15         |
| 2003                                                                            | 47 532               | 750 000   | 6.3            | 39         | 19            | 20            | 1218                     |                      | 30         | 134        | 15         |
| 2004                                                                            | 47 956               | 800 000   | 6.0            | 40         | 19            | 21            | 1198                     |                      | 27         | 136        | 16         |
| 2006                                                                            | 48 557               | 890 000   | 5.5            | 48         | 22            | 26            | 1011                     |                      | 36         | 139        | 16         |
| 2012                                                                            | 53 114               | 1 002 000 | 5.3            | 56         | 26            | 30            | 948                      |                      | 33         | 145        | 19         |
| 2015                                                                            | 55 865               | 1 030 000 | 5.4            | 65         | 30            | 35            | 859                      |                      | 41         | 155        | 19         |
| 2018                                                                            | 59 000               | 1 050 000 | 5.6            | 66         | 30            | 36            | 893                      |                      | 40         | 141        | 19         |
| 2020                                                                            | 63 900               | 1 189 838 | 5.4            | 69         | 34            | 35            | 926                      |                      | 35         | 145        | 19         |
| Fuente: Catholic-Hierarchy, que a su vez toma los datos del Anuario Pontificio. |                      |           |                |            |               |               |                          |                      |            |            |            |

## Episcopologio
- Thomas D'Souza (14 de junio de 1997-12 de marzo de 2011 nombrado arzobispo coadjutor de Calcuta)
  - Sede vacante (2011-2015)
- Vincent Aind, desde el 7 de abril de 2015